# أوكتافيو أوكامبو
أوكتافيو أوكامبو (بالإسبانية: Octavio Ocampo)‏ هو نحات ورسام وفنان مكسيكي، ولد في 28 فبراير 1943 في سيلايا في المكسيك.